# John O'Brien (pallanuotista)
John O'Brien (Melbourne, 8 ottobre 1931 – 13 maggio 2020) è stato un pallanuotista australiano.
Ha partecipato, come membro dell'Australia, alle Olimpiadi di Melbourne 1956 e di Roma 1960, partecipando al torneo di pallanuoto.
Nel 2010 è stato incluso nella Water Polo Australia Hall of Fame.